# Pheung Kya-shin
Pheung Kya-shin (chinês tradicional: 彭家聲, chinês simplificado: 彭家声, pinyin: Péng Jiāshēng; birmanês:  ဖုန်ကြားရှင်; 5 de fevereiro de 1931 - 16 de fevereiro de 2022)  foi o presidente do Região Especial do Estado de Shan n.º 1 em Mianmar (Birmânia) e o líder do Exército da Aliança Democrática Nacional de Myanmar de 1989 a 2009.

## Biografia
Pheung nasceu na família Peng, parente dos Chefes de Kokang por casamento. Ele é descendente de chineses e nasceu perto do Rio Rocha Vermelha de Kokang (红石头河, ဟောင်ဆော်ထူးဟော်) em 1931. Era o mais velho de sete filhos. Em 1949, estudou assuntos militares com Sao Edward Yang Kyein Tsai, o saopha de Kokang na época, e tornou-se capitão da força de defesa de Yang, onde permaneceu até que Yang foi deposto pelas Forças Armadas de Mianmar (uma junta militar que governava a Birmânia) em 1965. Mais tarde naquele ano, estabeleceu o Exército Revolucionário do Povo de Kokang e começou a liderar um pequeno grupo de jovens na guerra de guerrilha contra as Forças Armadas de Mianmar, época em que seu irmão mais novo, Pheung Kya-fu, também se tornou líder militar.
Em abril de 1969, a província de Kokang foi estabelecida com Pheung como seu líder. Durante vinte anos ele controlou Kokang como membro do Partido Comunista da Birmânia (PCB). Em 1989, no entanto, o partido dividiu-se e Pheung estabeleceu o seu próprio exército, o Exército da Aliança Democrática Nacional de Myanmar, com o qual se amotinou e capturou a cidade de Mong Ko. Depois disso, assinou um cessar-fogo com a junta militar, o que permitiu ao exército de Kokang reter suas armas, e estabeleceu uma região autônoma de Kokang como a "Primeira Região Especial" de Mianmar.
Pheung desempenhou um papel importante na produção de drogas na Birmânia. De acordo com Bertil Lintner, ele estabeleceu a primeira fábrica de heroína em Kokang durante a década de 1970 e continuou a traficar heroína durante pelo menos vinte anos. Em 1990, legalizou o plantio de ópio em Kokang. Mais tarde, porém, ele disse que se opunha ao comércio de drogas: em uma conversa em 1999 com jornalistas e especialistas em narcóticos, declarou que estava trabalhando para "purgar a área do ópio" e que vinha tentando acabar com o comércio de ópio há dez anos.  O governo de Kokang declarou a região "livre de drogas" em 2003. O governo central e os especialistas em narcóticos, no entanto, ainda suspeitam que a região esteja envolvida no tráfico de drogas.
O cessar-fogo com a junta militar foi rompido em agosto de 2009, depois que o governo enviou tropas para conduzir uma operação antidrogas em uma fábrica suspeita de ser uma fachada para narcóticos, e na própria casa de Pheung. Ao mesmo tempo, Pheung foi desafiado dentro do exército, já que seu vice, Bai Suocheng, e outros teriam se tornado leais à junta militar. O confronto com as tropas da junta militar acabou por conduzir a um conflito violento (o incidente de Kokang em 2009); o próprio Pheung foi expulso do exército por seus concorrentes e há rumores de que fugiu, após um mandado de prisão ter sido emitido.
Ele reapareceu em uma entrevista ao jornal estatal chinês Global Times em dezembro de 2014, prometendo retomar o controle de Kokang do Exército de Mianmar. Os confrontos armados eclodiram em Fevereiro de 2015 entre as suas tropas e o Exército de Myanmar, com pesadas baixas iniciais no lado birmanês.
Pheung era conhecido por ter laços estreitos com Lo Hsing Han do Asia World, um antigo chefão do ópio, e seu filho Steven Law (Tun Myint Naing), e acreditava-se que ele tinha investimentos em Cingapura por meio deles.
Faleceu em 16 de fevereiro de 2022 em Mong La, aos 91 anos.